# Unió de la Joventut Comunista
La Unió de la Joventut Comunista (en romanès: Uniunea Tineretului Comunista; UTC) va ser l'organització juvenil del Partit Comunista Romanès (PCR). El seu objectiu era la formació de quadres del Partit, així com per ajudar a crear l'home nou de la societat comunista. Des de l'any 1949 es va anomenar Unió de la Joventut Treballadora (en romanès: Uniunea Tineretului Muncitoresc; UTM) i va recuperar el seu nom original l'any 1965.

## Història

### Orígens
Fundada en 1922 pel PCR basant-se en el Komsomol del Partit Comunista soviètic, la UTC va passar a la clandestinitat juntament amb la resta del Partit quan aquest va ser prohibit en 1924. Va començar a sorgir com un moviment de masses en 1944, després l'alliberament soviètic de Romania en la Segona Guerra Mundial, i que el PCR tornés a la legalitat.
En 1948, el PCR es va fusionar amb altres partits d'esquerra que prèviament se li havien aliat en les eleccions de 1946 que van guanyar i que li van permetre transformar el país d'una monarquia capitalista a una república socialista. El Partit dels Treballadors Romanesos (nom fruit de la fusió) va començar a reorganitzar les diferents organitzacions de masses, com la UTC, que es va fusionar amb diverses organitzacions juvenils independents progressistes en un Congrés del 19 al 21 de març de 1949, adoptant el nom d'Unió de la Joventut Treballadora i aconseguint els gairebé 700.000 membres.

### Purgues stalinianes
L'any d'aquesta fusió, la UTM va ser purgada seguint els mètodes estalinistes: 34.000 militants van ser catalogats com a "elements perillosos", això significava l'exclusió social, la marginació professional i, en el pitjor dels casos, obrir el camí a una recerca penal. Les purgues anaven a continuar especialment després dels turbulentos anys de 1952, 1956 i 1968.
12.000 persones van ser purgades entre octubre de 1950 i agost de 1952. En 1952, Ana Pauker va caure en desgràcia per un suposat "desviacionisme d'extrema dreta" (en realitat es devia a lluites internes entre faccions del Partit). Entre agost de 1952 i juny de 1953, 19.000 activistes de la UTM van ser expulsats per "desviacionisme de dreta".
Les purgues van tenir un gran impacte social, de forma ràpida i decisiva canviant la cara de la societat. No obstant això, la pertinença a la UTM va augmentar constantment (al voltant del 20% dels joves estaven en UTM en 1950, a la fi de la dècada, un terç, en una altra dècada, la meitat, i per la dècada de 1980 la gran majoria).

### Relació amb la pagesia
Un gran dilema va ser com tractar amb la pagesia, que eren tres cambres de la població romanesa de l'època. Els camperols pobres van ser al principi rebuts amb entusiasme, però el 40% dels purgats eren camperols. L'inici de la col·lectivització en 1949 exigia una gran presència de les organitzacions comunistes en els llogarets, però a la fi de la dècada de 1950, només al voltant del 28,5% de la població rural elegible estava en la UTM, que comptava amb 30-35% de camperols. Això es va reduir constantment amb la creixent urbanització: 25% en els anys 1960 i menys del 20% en la dècada de 1980.
En la dècada de 1950, els activistes de la UTM es van mobilitzar per ajudar amb la col·lectivització, participant en accions de propaganda. En els mítings de la UTM, es va dir als camperols i les seves famílies de participar de la col·lectivització, lluitar contra els chiaburi (kulaks) i altres grups que s'oposaven a la reforma i denunciar els matrimonis entre els kulaks i les nenes pobres camperoles.

### Relació amb els estudiants
Després de l'alçament hongarès de 1956, la UTM va començar a treballar més activament a les escoles i les universitats. Els estudiants havien exercit un paper clau en les manifestacions anticomunistes de 1945-46. La meitat del primer grup purgat de la UTM eren estudiants. De 57.000 estudiants, al voltant del 80-90% es trobaven en la UTM, ja que d'una altra manera ladmisión a la Universitat es tornaria difícil d'obtenir. En 1953, els estudiants secundaris i universitaris formaven gairebé el 30% de la UTM, xifra que va disminuir considerablement després de 1956. En 1957 havia caigut a menys del 20% i per sota del 10% en 1958-59, a causa de la massiva purga provocada per les protestes estudiantils de 1956.
Durant aquestes manifestacions, els activistes UTM van ser instruïts per prevenir, descoratjar, denunciar, desemmascarar i lluitar contra aquests enemics i es van mobilitzar, al costat d'activistes del Partit i dels treballadors, per espiar reunions estudiantils i aixafar les manifestacions anticomunistes. Durant el moviment estudiantil de 1956 a Bucarest, els grups de joves de la UTM es van reunir per vèncer físicament als anticomunistes, i en 1957, va detenir a manifestants en Cluj.
Fins a 1.500 membres de la UTM es van retirar per mes. Per primera vegada des de 1948, l'afiliació total va disminuir. Entre 1 de juliol 1956 i 1 de juliol de 1957, la proporció d'obrers de la UTM es va elevar del 27% al 35%, mentre que la dels estudiants universitaris i de secundària va disminuir del 14% al 9%. Durant aquest període, Ió Iliescu, capdavanter de la UTC entre 1967 i 1971, va liderar la Unió d'Associacions d'Estudiants Comunistes de Romania

### En el PCR dirigit per Ceausescu
Nicolae Ceausescu es va convertir en Secretari General del PCR en 1965 i perseguia l'objectiu d'expandir les organitzacions de masses comunistes, tractant d'incloure tantes persones com sigui possible. Així, mentre en 1960 hi havia 1,9 milions de membres de la UTM, la UTC havia ascendit a 2,4 milions de membres en 1971, a 3,9 milions en 1985, i a 4,1 milions a la fi de la dècada de 1980, quan va ser una de les organitzacions de masses més poderosa del país. En 1983, el 90% dels alumnes de 9º grau pertanyia a la UTC, i el 98% en 1988. A partir de 10º grau, pràcticament tots estaven en el UTC, l'afiliació era automàtica. Els que solien ser exclosos o expulsats era perquè simplement no estaven interessats en el treball de la UTC.
La missió atea de la UTC va persistir. Per exemple, el 26 de desembre de 1968, Ió Iliescu, va convocar una reunió urgent del Comitè Central de la UTC per expressar la seva insatisfacció per la falta de combativitat mostrada pels militants cap a 2000 cantores de nadales de Nadal el dia anterior.
De 1983 a 1987, uns dels fills de Ceausescu, Nicu, va esdevenir el Primer Secretari. Això demostra la importància de les organitzacions juvenils per al règim, ja que Nicu era considerat l'hereu al poder, i també va ser un clar indici d'un caràcter dinàstic i clientelista. La mala reputació de Nicu va contribuir al cinisme i la corrupció en les organitzacions juvenils, els membres de les quals s'havia convertit en indiferents, burocràtics i ritualistes, molt allunyats del fervor dels seus predecessors de dècades enrere. La UTC també feia culte a la personalitat del Conducător.
La UTC, com totes les altres organitzacions dependents del Partit Comunista Romanès, van deixar d'existir després de la restauració capitalista.

## Estructura
La filiació era per a persones entre els catorze i vint-i-sis anys; membres de més edat podien convertir-se en militants del PCR. El X Congrés del Partit en 1969 va introduir el requisit que els sol·licitants menors de vint-i-sis seria acceptat en el Partit només si eren membres de la UTC.
Tenint essencialment la mateixa estructura d'organització com que el PCR, la UTC era alhora un partit de la joventut i una organització de masses. La seva missió era imbuir als joves en l'esperit del Comunisme i mobilitzar, amb l'orientació del PCR, per a la construcció del socialisme. La UTC organitzat cursos de política i patriotisme a les escoles, entre grups camperols, i entre els treballadors i els membres de les Forces Armades. Així mateix, dirigia i supervisava les activitats de la Unió d'Associacions d'Estudiants Comunistes de Romania.
L'estructura de la UTC es va sotmetre a una sèrie de canvis en les dècades següents a la seva creació. En la dècada de 1980, l'organització va funcionar a nivell nacional amb una Secretaria de vuit membres, entre ells el Primer Secretari (líder de l'organització) i un buró de vint-i-un membres plens i deu candidats. El Primer Secretari de la UTC també ocupava el càrrec de Ministre de la Joventut.
En cadascun dels quaranta comtats i la ciutat de Bucarest, els comitès de la UTC eren iguals a l'organització a nivell nacional. La UTC tenia la seva pròpia editorial i publicava el seu propi periòdic, Scanteia Tineretului (en romanès, «L'Espurna de la Joventut»).

### Primers Secretaris (també Ministres d'Assumptes de la Joventut)
| Primers Secretaris   | Període   | Professió                                                                            |
| Gheorghe Florescu    | 1949–1952 | Tipógraf                                                                             |
| Vasile Muşat         | 1952–1954 | Torner                                                                               |
| Cornel Fulger        | 1954–1956 | Electricista                                                                         |
| Virgil Trofin        | 1956–1964 | Mecànic                                                                              |
| Petru Enache         | 1964–1967 | Torner; graduat de l'Acadèmia Ştefan Gheorghiu.                                      |
| Ió Iliescu           | 1967–1971 | Mecànic; membre del Comitè Central del PCR.                                          |
| Dan Marţian          | 1971–1972 | Antic secretari del comitè de la UTM d'estudiants romanesos a Moscou.                |
| Ió Traian Ştefănescu | 1972–1979 | Jurista                                                                              |
| Pantelimon Găvănescu | 1979–1983 | Obrer; graduat de l'Acadèmia Ştefan Gheorghiu.                                       |
| Nicu Ceauşescu       | 1983–1987 | Estudiant de física a la Universitat de Bucarest; membre del Comitè Central del PCR. |
| Ioan Presa           | 1987–1989 | Graduat de l'Acadèmia Ştefan Gheorghiu.                                              |

### Organitzacions relacionades
Un altre moviment de la joventut, l'Organització dels Pioners, va ser creat per als joves entre les edats de vuit i catorze anys. Fins a 1966 els Pioners funcionaven com una part integrant de la UJC, però a partir de llavors van passar a estar sota la direcció directa del PCR. També hi havia els Falcons de la Pàtria, (en romanès: șoimi patriei) organització creada l'any 1976, a on participaven nens d'entre quatre i set anys.